# LVG B-Typen
Die LVG B-Typen der Luftverkehrsgesellschaft (LVG) waren zweisitzige Aufklärungs- und Schulflugzeuge der deutschen Luftstreitkräfte im Ersten Weltkrieg.

## Entwicklung
Die LVG B.I (Werksbezeichnung D.IV) entstand 1912 als einer der ersten eigenen Entwürfe des von Nieuport zur LVG übergetretenen schweizerischen Ingenieurs Franz Schneider. Der zweistielige Doppeldecker wurde in einer recht großen Stückzahl 1913/14 produziert und diente als Schulflugzeug, wurde aber zu Beginn des Krieges auch als Aufklärer produziert und verwendet. An der Produktion beteiligte sich als Lizenznehmer auch die Firma Otto, während August Euler den Typ unter der Bezeichnung Euler B.I nachbaute.
Als Nachfolgemodell entwarf Franz Schneider die LVG B.II (Werksbezeichnung D.VI), ebenfalls ein zweistieliger Doppeldecker, jedoch von insgesamt kleineren Abmessungen. Die Motorisierung mit dem Mercedes-D.I-Motor mit 105 PS wurde zunächst beibehalten, aber die Flugleistungen blieben unzureichend, und so wurden spätere Maschinen auch mit dem Mercedes-D.II-Motor mit 120 PS ausgerüstet. Die Produktion teilte sich LVG mit den Lizenznehmern Otto und Schütte-Lanz.
Die LVG B.III erschien 1917 und war von vornherein als Schulflugzeug gedacht. Das Flugzeug wurde ebenfalls von Schütte-Lanz in Lizenz gebaut. Die 1918 von den Euler-Flugmaschinenwerken gebauten Schulflugzeuge Euler B.II und Euler B.III mit 120 PS-Mercedes-Motoren waren ebenfalls Nachbauten der LVG B.III.

## Einsatz

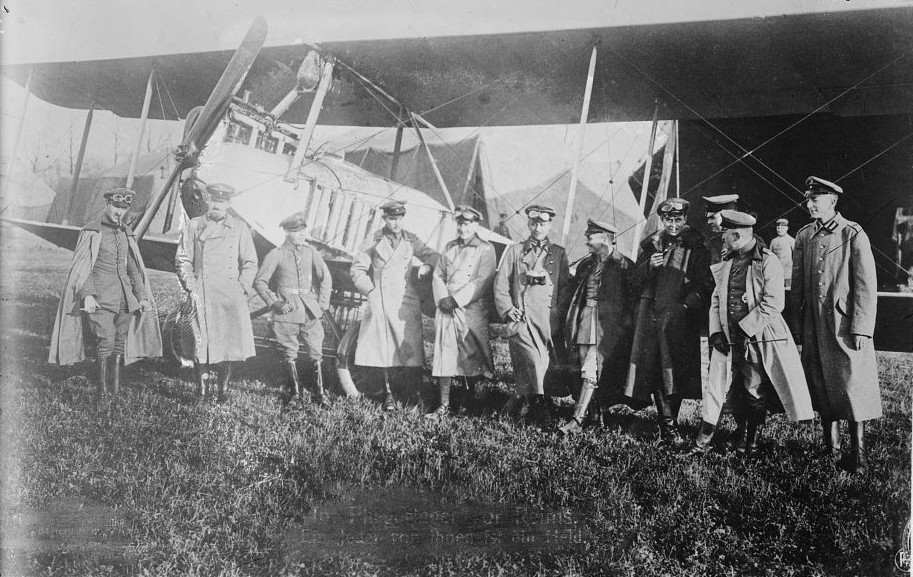
Deutsche Flieger vor einer LVG B.I an der Westfront

Die Flugleistungen des Vorkriegsflugzeugs LVG B.I erwiesen sich für den militärischen Einsatz als nicht ausreichend, daher wurden die Maschinen bald aus der Front herausgelöst und für die Pilotenausbildung verwendet. Auch die B.II befriedigte nicht und wurde später für Schulungszwecke eingesetzt.
Im November 1915 wurden 12 Maschinen an die bulgarischen Luftstreitkräfte geliefert.

## Weiterentwicklung
Auf Basis von B.I und B.II entwarf Franz Schneider die bewaffneten Aufklärer LVG C.I und II.

## Technische Daten
| Kenngröße                              | LVG B.I                        | LVG B.II              | LVG B.III             |
| -------------------------------------- | ------------------------------ | --------------------- | --------------------- |
| Jahr                                   | 1913/14                        | 1914/15               | 1917                  |
| Verwendung                             | Aufklärer                      | Fernaufklärer         | Schulflugzeug         |
| Stückzahl                              | 110                            |                       |                       |
| Besatzung                              | 2                              | 2                     | 2                     |
| Länge                                  | 9,25 m                         | 8,30 m                | 7,89 m                |
| Spannweite                             | 14,00 m                        | 12,12 m               | 12,51 m               |
| Höhe                                   | 3,20 m                         | 3,20 m                | 2,89 m                |
| Flügelfläche                           | 45,00 m²                       | 35,40 m²              | 32,15 m²              |
| Leermasse                              | 780 kg                         | 726 kg                | 710 kg                |
| Startmasse                             | 1100 kg                        | 1074 kg               | 1020 kg               |
| wassergekühlter 6-Zylinder-Reihenmotor | Benz oder Mercedes D.I, 105 PS | Mercedes D.II, 120 PS | Mercedes D.II, 120 PS |
| Höchstgeschwindigkeit                  | 100 km/h                       | 110 km/h              | 120 km/h              |
| Dienstgipfelhöhe                       |                                | 3500 m                | 3800 m                |
| Steigzeit auf 800 m                    | 9 min                          |                       |                       |
| Steigzeit auf 1000 m                   |                                | 8 min                 |                       |
| Steigzeit auf 2000 m                   |                                | 17:30 min             |                       |
| Steigzeit auf 3000 m                   |                                | 40 min                | 28 min                |
| Flugdauer                              | 4 h                            |                       |                       |
| max. Reichweite                        | 540 km                         | 440 km                | 300 km                |
| Bewaffnung                             | –                              | –                     | –                     |